# Nahas Angula
Nahas Gideon Angula (født 22. august 1943 i Onyaanya, Namibia ) er en namibisk politiker som repræsenterer SWAPO. Angula blev indsat som statsminister den 21. marts 2005 af præsident Hifikepunye Pohamba, som han tabte præsidentvalget til i 2004. Angula var landets premierminister indtil 4. december 2012, hvor han blev afløst af Hage Geingob.